# Comal
För andra betydelser, se Comal (olika betydelser).
Comal är ett programspråk för datorer, skapat 1973 i Danmark av Benedict Løfstedt och Børge R. Christensen. Språket skapades i huvudsak för utbildningsändamål. Förenklat kan Comal sägas vara en strukturerad version av BASIC utan Pascals allt för "tunga" uppbyggnad. Tanken var att möjliggöra strukturerad programmering i en miljö där BASIC normalt används.
Comal var populärt att använda på den svenska skoldatorn Compis där det var tänkt som det primära språket. På 80-talet valdes språket av svenska byråkrater till "Svensk utbildningsstandard". Beslutet var omtvistat då Comal, trots att det passar utmärkt för utbildning, var ovanligt utanför skolväsendet.

## Exempel på syntax
Villkorssatser:
```
IF condition THEN
  instructions
ENDIF
```

Loopar:
```
FOR number:= 1 TO 1000 DO
 PRINT number
ENDFOR
```

## Programexempel
```
10 PAGE
20 FOR number:= 1 TO 10 DO
30  PRINT "THIS IS JUST AN EXAMPLE"
40 ENDFOR
50 END " "
```

## Tillgänglighet
COMAL finns tillgängligt för:
- BBC Micro
- Commodore PET
- Commodore 64
- Commodore 128
- Amiga
- Compis
- Scandis
- CP/M
- IBM PC
- Tiki 100
- ZX Spectrum
- Mac OS
- Grundy NewBrain